# Abe Cunningham
Abraham (Abe) Cunningham (Long Beach, Californië, 27 juli 1973) is een Amerikaans musicus. Hij is vooral bekend als drummer van de Amerikaanse rockband Deftones.

## Biografie
Abe Cunningham werd geboren in Long Beach, Californië en verhuisde op jonge leeftijd naar Sacramento. Cunningham wilde als kind liever gitaar leren spelen, maar kwam in aanraking met de drums door zijn stiefvader. Zijn favoriete drummers zijn Stewart Copeland, Ginger Baker en Mitch Mitchell.
Cunningham zat samen op highschool met Chino Moreno en Stephen Carpenter. Het drietal kwam in contact met elkaar tijdens het skateboarden op straat. Rond 1988 begonnen ze samen te jammen in Carpenters garage en na een aantal eerdere bassisten sloot Chi Cheng zich bij de band aan. Cunningham speelde begin jaren negentig ook in de band Phallucy, waarmee hij het album Valium opnam.
Met Deftones bracht Cunningham tot op heden zes studioalbums uit en won hij in 2001 een Grammy Award voor het nummer "Elite" van het album White Pony.

## Discografie

### Deftones

#### Studioalbums
- 1995 • Adrenaline
- 1997 • Around the Fur
- 2000 • White Pony
- 2003 • Deftones
- 2006 • Saturday Night Wrist
- 2010 • Diamond Eyes

Voor compleet overzicht zie discografie Deftones.